# Impromptu (musique)
Pour les articles homonymes, voir Impromptu.
Un impromptu est une composition musicale libre, semblable à une improvisation, et généralement écrite pour un seul instrument, comme le piano.

## L'impromptu dans l'histoire
On peut aisément attribuer l'invention de l'impromptu à deux Tchèques : Václav Jan Tomášek (1774–1850) et son élève Hugo Voříšek. Son apparition contemporaine à l'avènement du piano, témoigne de sa faculté particulière à traduire l'épanchement romantique d'un instant, d'un sentiment ou d'une humeur. Ceux de l'autrichien Franz Schubert, du polonais Frédéric Chopin et du français Gabriel Fauré, trois des compositeurs d'impromptus les plus marquants, sont capables de lui conférer une délicatesse sensible et un charme envoûtant par leur esthétique. Le genre musical ne s'imposa que durant une période assez brève, ne dépassant pas le XIXe siècle et au cours du XXe siècle, les artistes nommant « impromptus » leurs compositions se firent plus rares.

## Caractères musicaux de l'impromptu
L'étymologie latine du mot (promptus : « apprêté », « disposé ») suggère une large part de caractère à demi improvisé, suivant le plus souvent une organisation interne tripartite A-B-A permettant un esprit de libre variation. On comprend alors la quasi-exclusivité du piano dans le domaine, étant donné la relative facilité d'improvisation au clavier et l'extraordinaire variété du timbre, sources de lyrisme et virtuosité retenues qui caractérisent l'essentiel des impromptus, à ceci près que l'impromptu op. 86 de Fauré a été transcrit pour piano, étant initialement écrit pour harpe.

## Compositeurs et œuvres
- Franz Schubert (1797-1828) écrivit deux séries de quatre impromptus opus 90 et 142 (1827). Après sa mort, 3 de ses compositions pour piano restées sans nom (Drei Klavierstücke, D.946) furent parfois surnommées Impromptus.
- Frédéric Chopin (1810-1849) composa trois impromptus, ainsi que la Fantaisie-Impromptu, opus 29, 36, 51, 66 entre 1834 et 1842.
- Robert Schumann (1810-1856) composa ses Impromptus sur un morceau de Clara Wieck pour piano op. 5 (1832).
- Clara Wieck-Schumann en composa officiellement au moins deux sous son nom, l'Impromptu n°1 op. 5, dit "le Shabbat" (vers 1833-1834), et l'Impromptu en Mi majeur (1843).
- Franz Liszt (1811-1886), avec l'Impromptu brillant (1824).
- Charles-Valentin Alkan (1813-1888) écrivit 4 Impromptus pour piano op. 32 (1849) et 1 Impromptu pour piano op.55 (1859)
- Jules Massenet, 2 Impromptus pour piano (1896)
- Gabriel Fauré (1845-1924) composa six Impromptus pour piano opus 25, 31, 34, 91, 102, 86 (1881-1913).
- Albert Roussel (1869-1937), Impromptu pour harpe op. 21 (1919).
- En 1980, Fantasies and Impromptu, par Donald Martino.
- Un des morceaux de Queen, joué au Wembley Stadium en 1986, Impromptu.
- Impromptu pour piano d'Emmanuel Chabrier (1873) ;
- Deux Impromptus op. 10 d'Alexandre Scriabine, pour piano (1894) ;
- Deux Impromptus op. 12 d'Alexandre Scriabine, pour piano (1895) ;
- Deux Impromptus op. 14 d'Alexandre Scriabine, pour piano (1895) ;
- Deux impromptus pour harpe de Jean Cras (1925).